# Elvas
Elvas (ejtsd: ˈɛɫvɐʃ) kisváros Portugália keleti szélén, a spanyol határnál, Lisszabontól kb. 200 km-re keletre. Lakossága 23 ezer fő volt 2011-ben.
Történelmi központja és erődítményrendszere a világörökség része. A vízvezetéke a 16. századból van, sáncai nagyrészt a 17. századból származnak.

## Történelem
A város arab neve Balesh, spanyol neve Yelves volt. Előbb a leóni király, I. Ferdinánd foglalta el a móroktól, majd miután azok visszavették, 1226 körül ragadták el tőlük végleg. A 16. században a spanyolok foglalták el. Miután a vidék Spanyolország felé nyitott, szükségesnek látszott, hogy a spanyolok kiűzése után (1640) erős várat emeljenek a város fölötti magaslatra, ahol egykor a harcokban elpusztult arab vár is állt.

## Gazdaság
A turizmus mellett jelentős a kézműipara: az ékszerkészítés.
A vidék híres szilvafajtáiról, szárított és kandírozott szilvájáról, továbbá kiterjedt olajfa és narancsligetek húzódnak a környéken.

## Fő látnivalók
- Centro Histórico (a történelmi városnegyed a városfalakon belül)
- Parada do Castelo (az erődítmény)
- Aqueduto da Amoreira (a 16. sz.-i vízvezeték)
- Nossa Senhora dos Aflitos (kis 16. sz.-i templom)
- Nossa Senhora da Assunção (1882-ig ez volt a város katedrálisa)
- A múzeumok

## Galéria

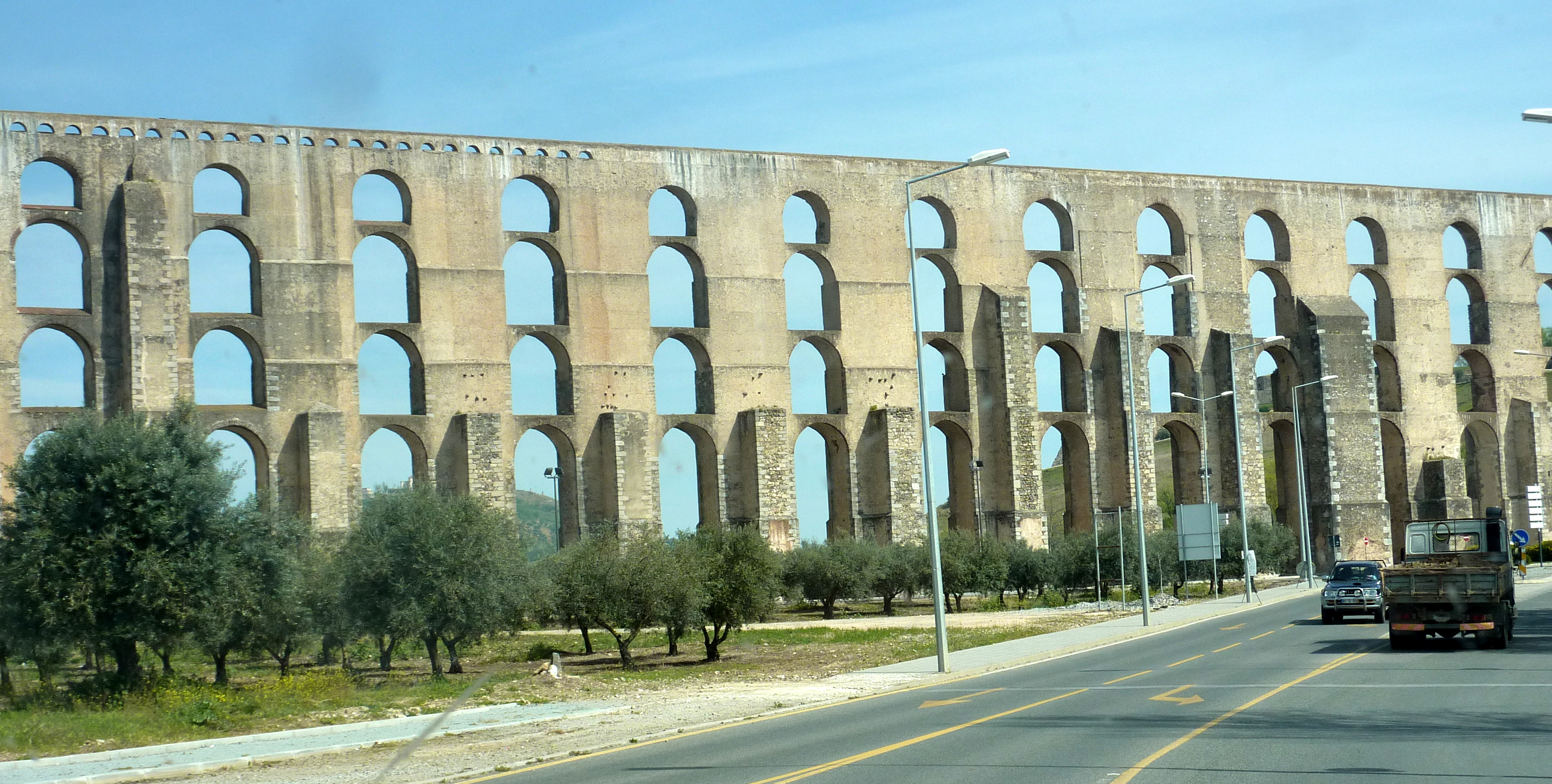
A 16. sz.-i vízvezetékének boltívei
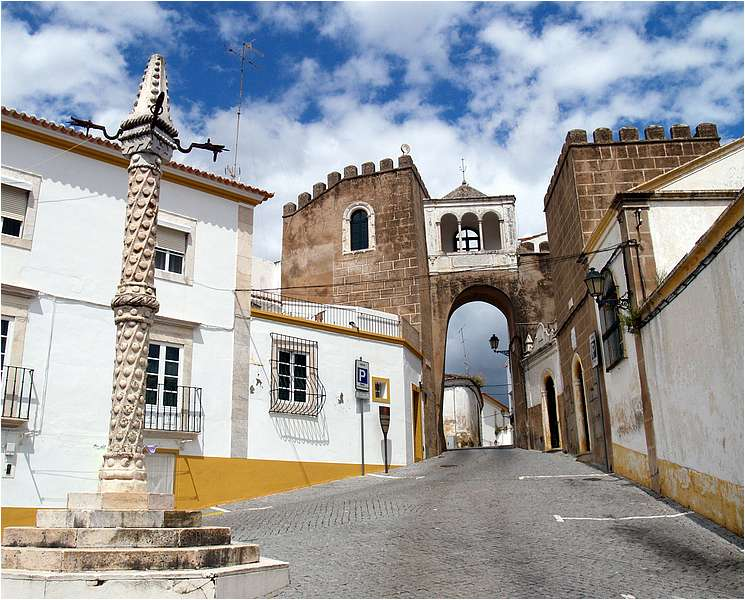
Városkapu a történelmi negyedben az ún. szégyenoszloppal (balra)
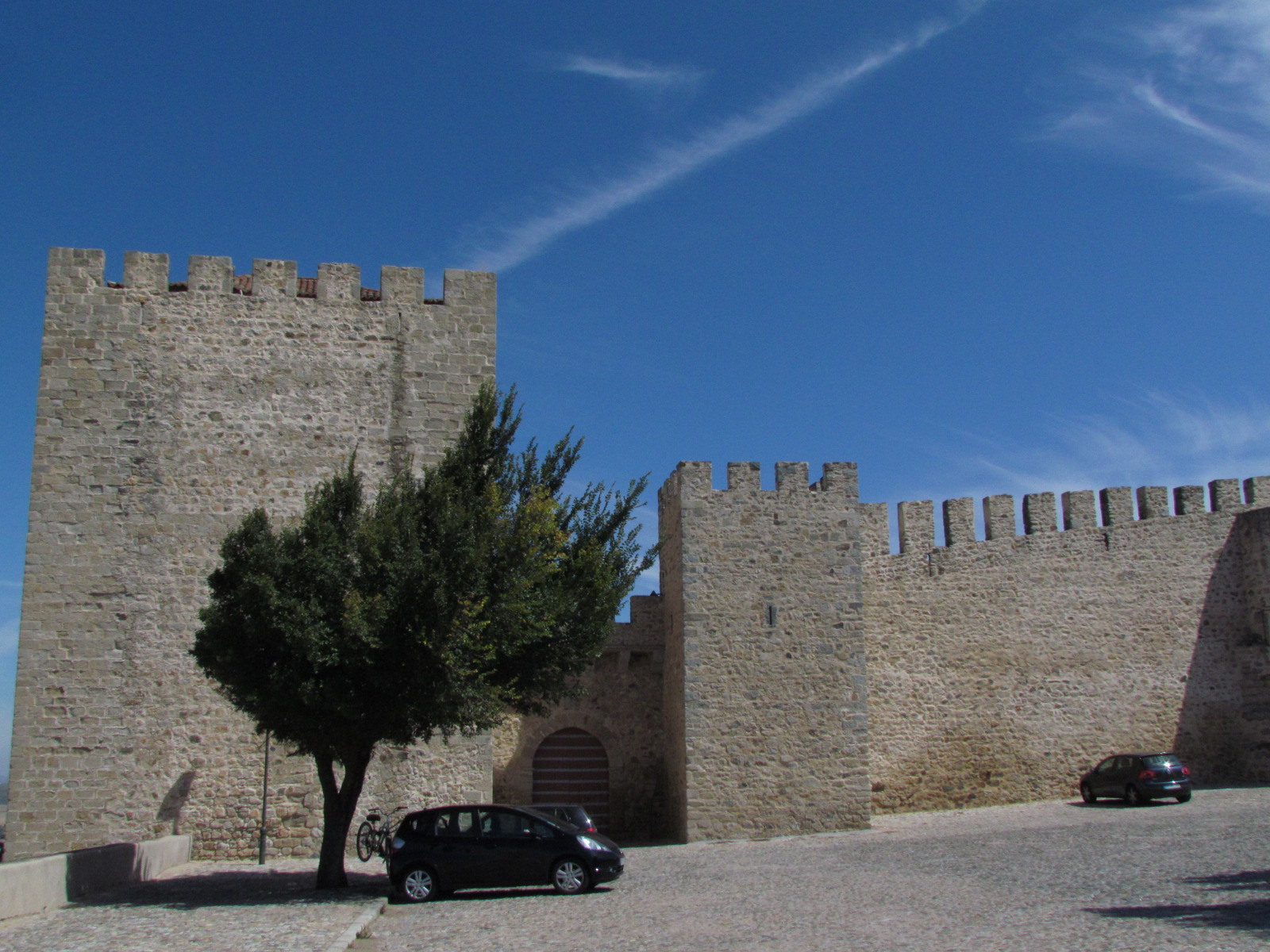
Várfalak
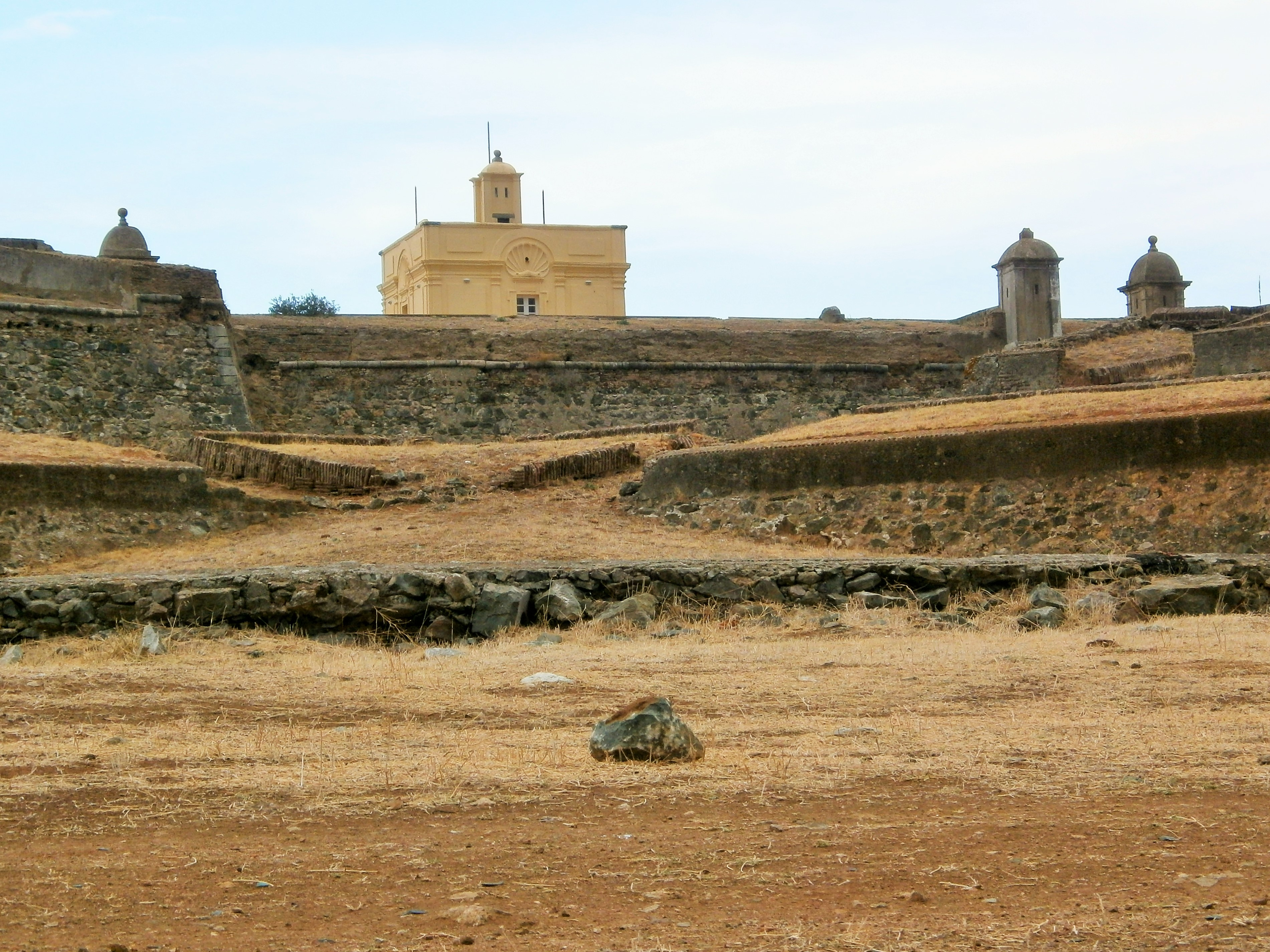
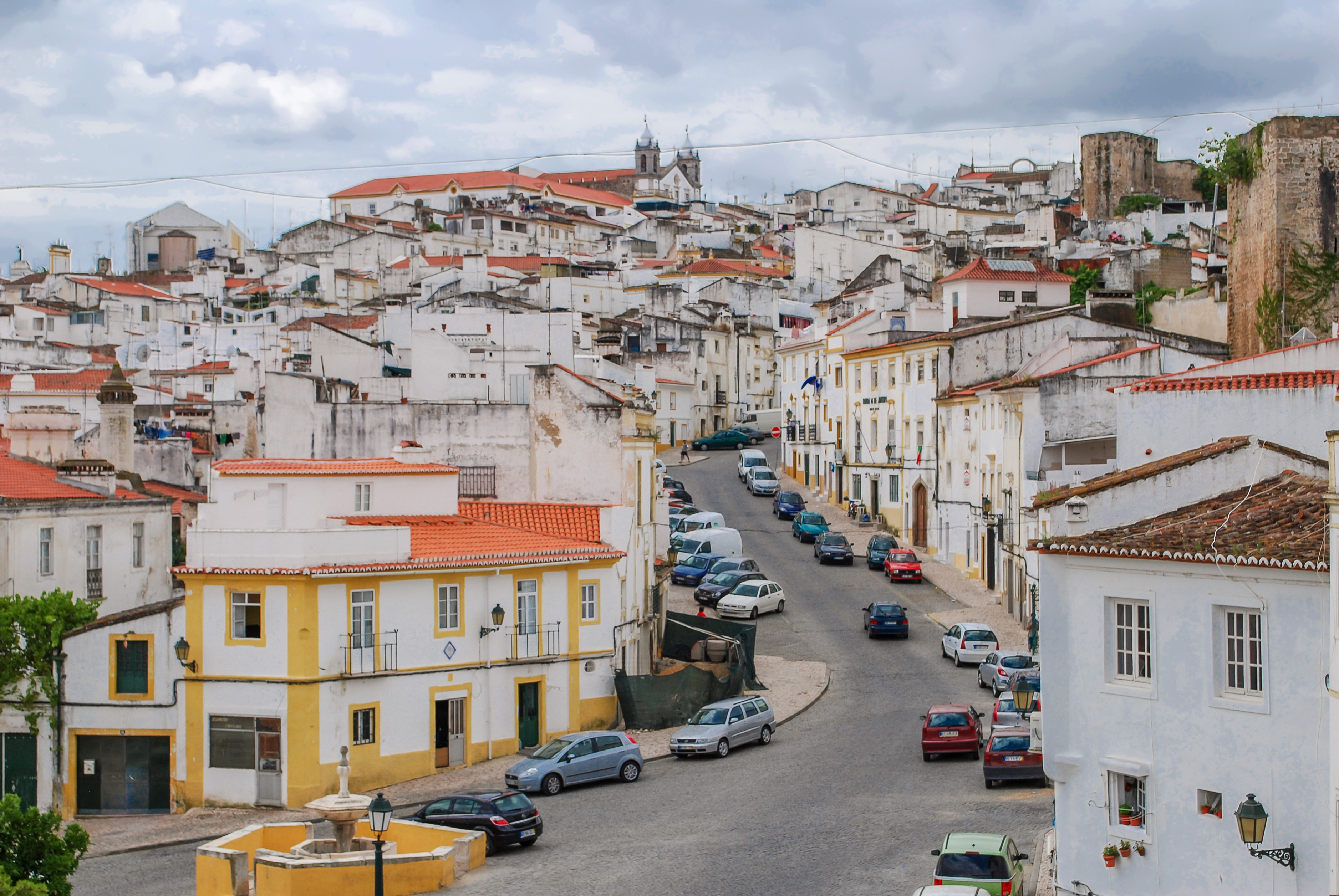
Városkép
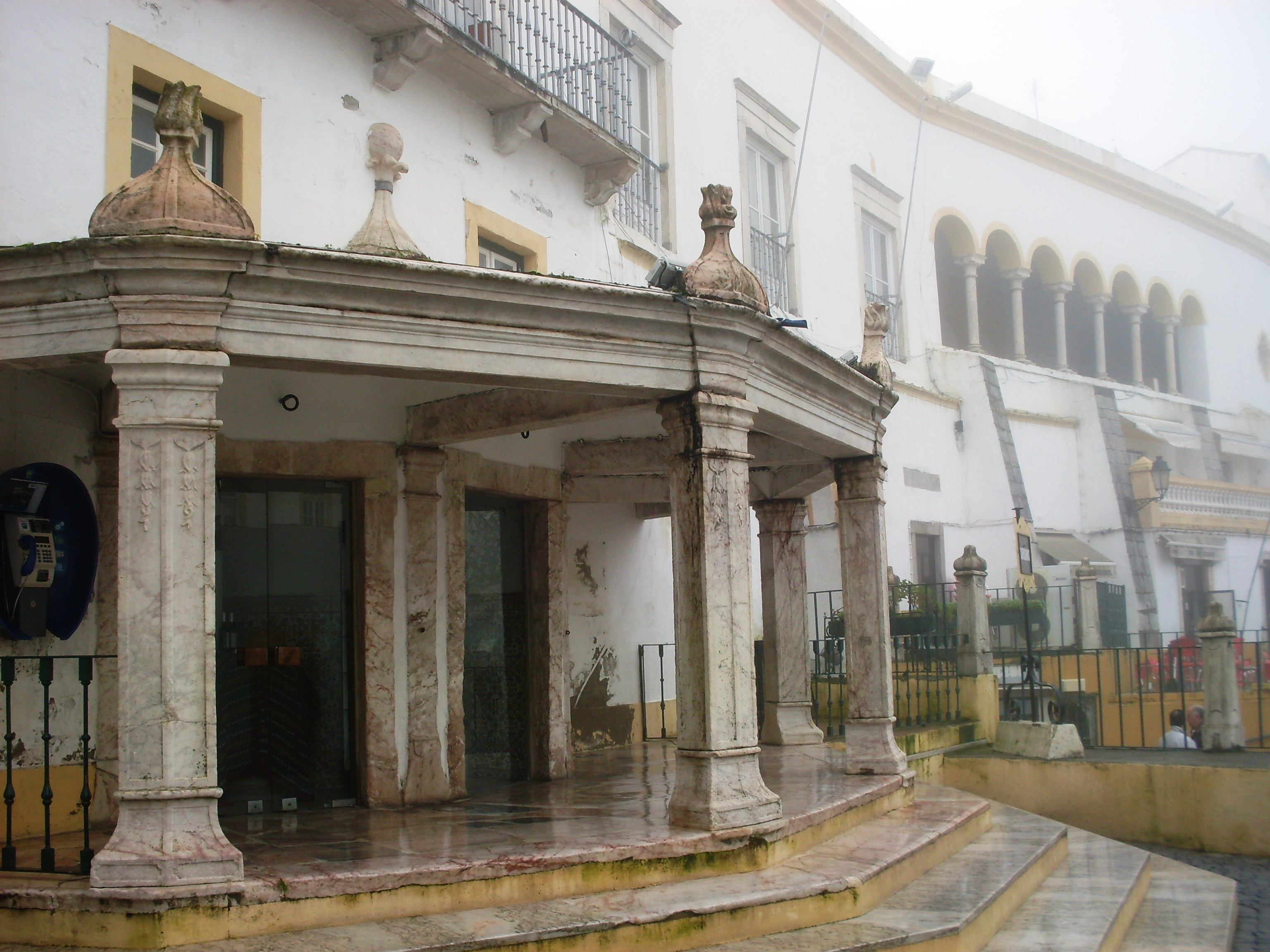
A régi városháza
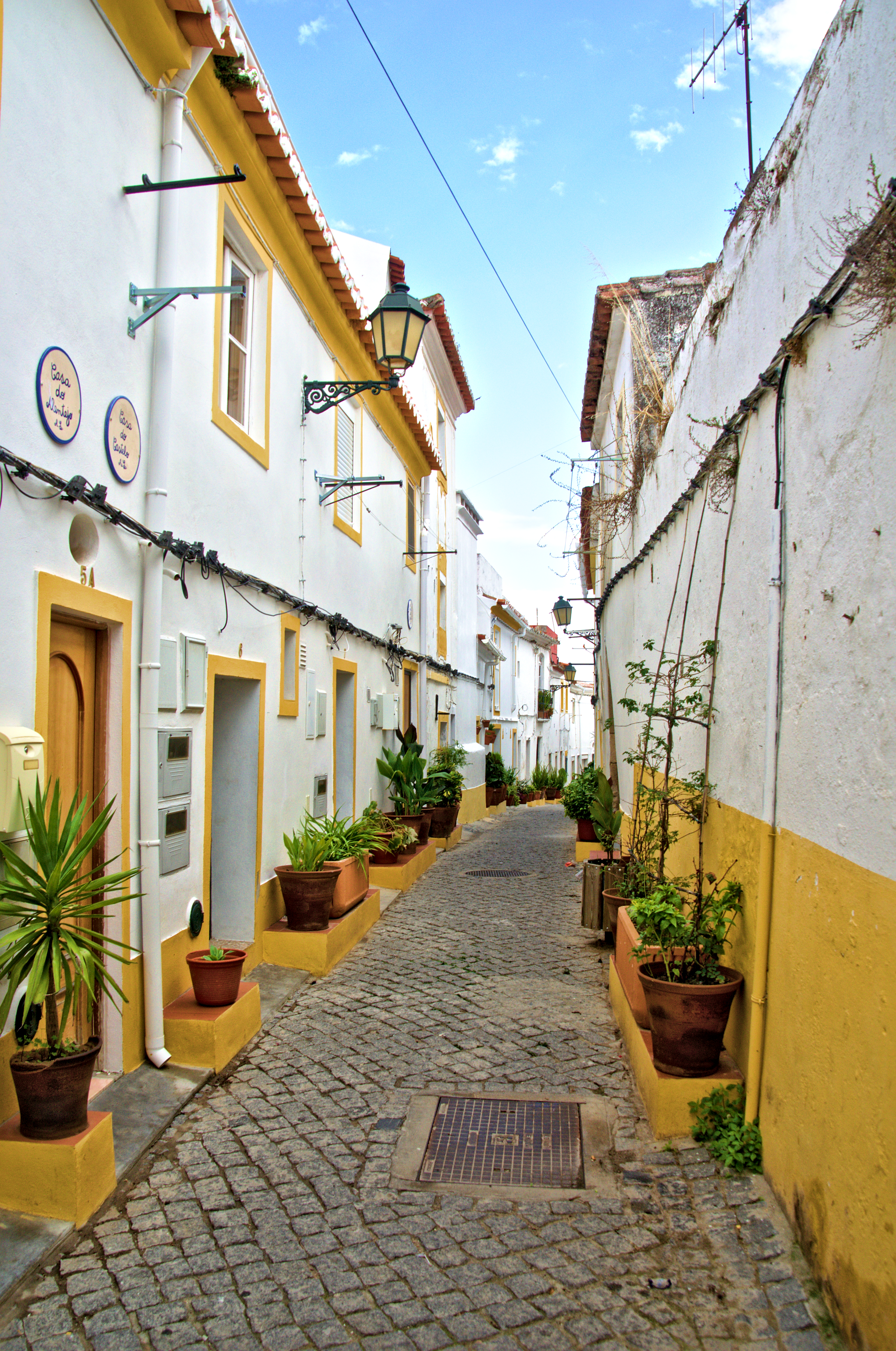
Cserepes virágok teszik vidámmá az utcákat